# Clémencia
Clémencia är en ort i Mauritius.   Den ligger i distriktet Flacq, i den sydvästra delen av landet, 24 km sydost om huvudstaden Port Louis. Clémencia ligger 108 meter över havet och antalet invånare är 1 835. Den ligger på ön Mauritius.
Terrängen runt Clémencia är kuperad åt sydväst, men åt nordost är den platt.  Närmaste större samhälle är Centre de Flacq, 8,3 km norr om Clémencia. I omgivningarna runt Clémencia växer i huvudsak städsegrön lövskog.